# 三和区

上越市の地域自治区。当区は中央部に位置する。

三和区（さんわく）は、新潟県上越市中央部に位置する地域自治区。全域が旧中頸城郡三和村にあたり、同村の上越市への合併とともに2005年1月1日に設けられた。

## 地理
区内の大部分で高田平野が広がっている。
- 河川：保倉川、桑曽根川、飯田川

## 経済
産業
- 三和西部工業団地（1985年造成開始[1]）
- 三和西部産業団地（1999年造成開始[1]）

## 教育
- 上越市立上杉小学校
- 上越市立美守小学校
- 上越市立里公小学校
- 上越市立三和中学校

## 交通

### 公共交通
頸城自動車グループのくびき野バスが路線バスを複数路線運行している。また、高齢者など交通弱者を対象としたデマンド交通がNPO法人により運行されている。

### 道路
上越魚沼地域振興快速道路（上越三和道路）の三和ICが区内に建設予定である。
- 一般国道
  - 国道253号
- 都道府県道
  - 新潟県道13号上越安塚柏崎線
  - 新潟県道30号新井柿崎線
  - 新潟県道43号上越安塚浦川原線
  - 新潟県道61号柿崎牧線
  - 新潟県道184号三和新井線

## 名所・旧跡・観光スポット・祭事・催事

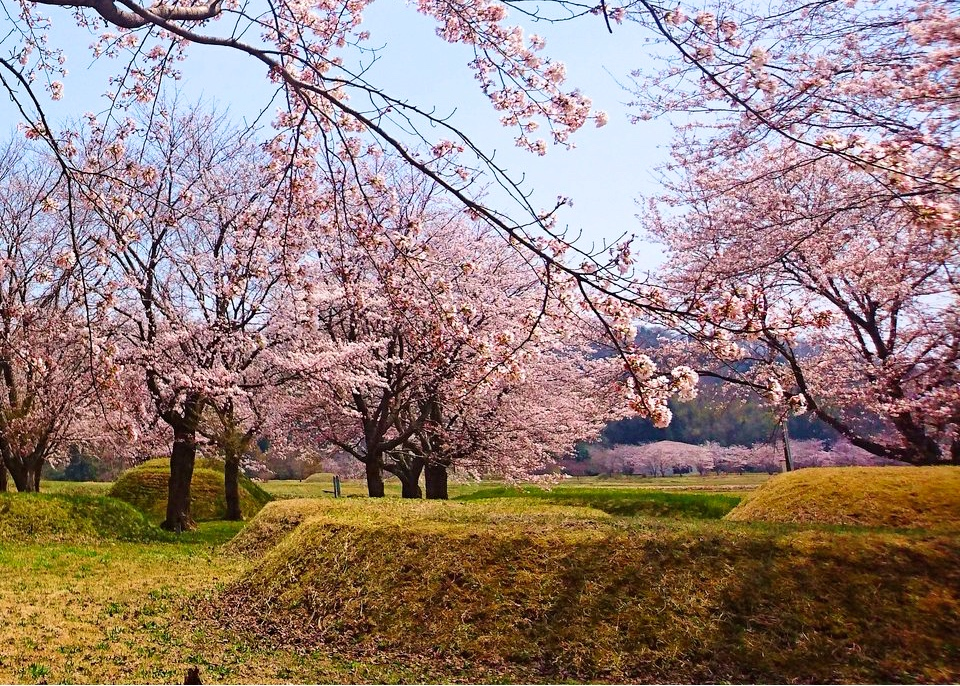
水科古墳群

頸城平野の観光ルート「越後バッカス街道」の経由地となっている。
- ネイチャーリングホテル米本陣 - コメと酒のテーマパーク「米（まい）パラダイス」の宿泊施設として1994年（平成6年）10月にオープンした[5]。空中風呂が名物。
- 米と酒の謎蔵 - 「三和村米ニケーション構想」の一環として1992年（平成4年）7月にオープンし[6]、翌年7月にはレストラン「味の謎蔵」もオープンした[7]。しかし2010年代半ばから休館している[8]。
- 水科古墳群
- 上江用水（かんがい施設遺産）